# نادي اليمامة للسيدات
نادي اليمامة هو نادي كرة قدم نسائي سعودي يلعب في الدوري السعودي الممتاز للسيدات. في أبريل 2023، نادي الشباب يضم رسمياً فريق اليمامة.